# Виолета Чаморо
Виолета Бариос Торес де Чаморо (шп. Violeta Barrios Torres de Chamorro; Ривас, 18. октобар 1929 — Сан Хосе, 14. јун 2025) била је председница Никарагве. Председница је постала 25. априла 1990. када је победила Данијела Ортегу. Многи су је подржали, укључујући антисандинистичку коалицију познату под називом Савез националне опозиције, састављену од четрнаест странака у распону од конзервативаца до комуниста. Напустила је функцију у јануару 1997. Прва је и једина жена која је била председник Никарагве, а такође је и прва изабрана жена председник неке латиноамеричке земље.
Рођена је 1929. у богатој породици у градићу на граници са Костариком. Године 1950. удаје се за Педра Хоакина Чамороа. Педро Чаморо 1952. оснива лист Ла пренса. После атентата на њеног мужа Виолета Чаморо преузима вођење новина. После револуције, њена породица се поделила на оне који подржавају нову власт и оне који се боре против ње. Њен син Педро напустио је Никарагву како би се борио у контрареволуционарним снагама, док су друго двоје деце били активни у сандинистичкој странци.
Њен успон почиње после атентата на њеног мужа, када она преузима вођење новина. Наставља кампању против Сомозе и придружује се првој сандинистичкој хунти. Међутим, подноси оставку 1980. незадовољна политичким програмом сандиниста и придружује се контрареволуционарним снагама познатијим под називом Контре. Након тога бива изабрана за председничког кандидата испред Уједињене опозиције.
Средином 1990, након скоро 10 година грађанског рата, Виолета Чаморо на председничким изборима постаје кандидат 14 странака које се боре за рушење сандинистичког режима, уз издашну помоћ САД. На председничким изборима Виолета Чаморо, са 55% освојених гласова, побеђује тадашњег председника Данијела Ортегу.
Период њене владавине протекао је у мировним преговорима којима би се прекинуо грађански рат. Њен мировни програм састојао се у демобилисању Контри које су помагале САД, како сандинисти неми имали против кога да се боре. Како је грађански рат потпуно уништио економију, Чаморо је покушала да је оживи, стављајући хиперинфлацију под контролу и повећавајући прилив страних инвестиције којих за време сандиниста готово и да није било.